# C-Bus
C-Bus ist ein Kommunikationsprotokoll, das auf dem siebenstufigen OSI-Modell basiert und für die Heim- und Gebäudeautomatisierung verwendet wird. Es kann Kabelstrecken von bis zu 1000 Metern mit Cat-5-Kabel bewältigen. C-Bus wird in Australien, Neuseeland, Asien, dem Nahen Osten, Russland, den Vereinigten Staaten, Südafrika, dem Vereinigten Königreich und anderen Teilen Europas, einschließlich Griechenland und Rumänien, eingesetzt. C-Bus wurde von der Abteilung Clipsal Integrated Systems von Clipsal Australia (jetzt Teil von Schneider Electric) für die Verwendung mit ihrer Marke für Heimautomatisierung und Gebäudebeleuchtungssteuerung entwickelt. C-Bus war kurzzeitig in den Vereinigten Staaten erhältlich, aber Schneider Electric hat den Verkauf in den Vereinigten Staaten mittlerweile eingestellt.
C-Bus wird zur Steuerung von Domotik- oder Heimautomatisierungssystemen sowie zur Steuerung von Beleuchtungssystemen in kommerziellen Gebäuden eingesetzt. Im Gegensatz zum häufigeren X10-Protokoll, das ein Signal auf die Wechselstromleitung aufmoduliert, verwendet C-Bus ein dediziertes Niederspannungskabel oder ein bidirektionales drahtloses Netzwerk, um Befehls- und Steuersignale zu übertragen. Dies verbessert die Zuverlässigkeit der Befehlsübertragung und macht C-Bus weitaus geeigneter für große, kommerzielle Anwendungen als X10.

## C-Bus System
Das C-Bus-System kann verwendet werden, um Beleuchtung und andere elektrische Systeme und Produkte automatisch oder per Fernsteuerung zu steuern und kann auch mit einer Heimsicherheitsanlage, AV-Produkten oder anderen elektrischen Geräten verbunden werden. Das C-Bus-System ist in einer verkabelten und einer drahtlosen Version erhältlich, wobei ein Gateway verfügbar ist, um Nachrichten zwischen verkabelten und drahtlosen Netzwerken zu übertragen.
Das verkabelte C-Bus-System verwendet ein Standard-Kategorie-5-UTP-Kabel (Unshielded Twisted Pair) als sein Netzwerkkommunikationskabel und erfordert keine End-of-Line-Terminierung. Clipsal stellt ein spezielles Kategorie-5-Kabel für die Verwendung in elektrischen Verteilungstafeln her. Dieses Kabel hat eine rosa äußere Ummantelung, die bewertet ist, um ausreichende elektrische Isolation zwischen den Netzspannungen in Verteilungstafeln und der Niederspannung C-Bus sicherzustellen. Außerhalb von Verteilungstafeln kann Standard-Kategorie-5-UTP-Kabel verwendet werden.
Die C-Bus-Netzwerkverkabelung mit Kategorie 5 verwendet eine Architektur mit freier Topologie. Die maximale Kabellänge, die in einem C-Bus-Netzwerk verwendet werden kann, beträgt 1000 Meter; dies kann jedoch leicht mit C-Bus-Netzwerkbrücken erweitert werden. In einem C-Bus-Netzwerk können bis zu 100 Geräte installiert werden, und dies kann ebenfalls mit Netzwerkbrücken erweitert werden.
Die maximale Anzahl von C-Bus-Netzwerken in einer Installation beträgt 255 (beachten Sie, dass diese Begrenzung nicht gilt, wenn eine C-Bus-Ethernet-Schnittstelle verwendet wird, die Systemgröße ist dann nur durch die IP-Adressierung begrenzt). Die maximale Anzahl von in Reihe geschalteten Netzwerken im lokalen Netzwerk über Netzwerkbrücken beträgt sieben (d. h. sechs Netzwerkbrücken).
Jedes Standard-C-Bus-Gerät benötigt 18 mA Gleichstrom bei einer Gleichspannung von 15 V bis 36 V zum Betrieb, einige C-Bus-Geräte benötigen jedoch bis zu 40 mA.
Es können mehrere C-Bus-Stromversorgungen an ein C-Bus-Netzwerk angeschlossen werden, um ausreichend Strom für die C-Bus-Geräte bereitzustellen, die C-Bus-Stromversorgungen teilen die Last gleichmäßig.
Jedes C-Bus-Netzwerk benötigt eine Netzwerklast, wenn nicht genügend C-Bus-Geräte im Netzwerk vorhanden sind. Diese Netzwerklast kann auf C-Bus-Ausgangsgeräten über Software aktiviert werden oder eine Hardware-Last kann mit dem Netzwerk verbunden werden.
Jedes C-Bus-Netzwerk benötigt mindestens eine Systemuhr, die zur Datensynchronisation dient.
Die Isolation zwischen der Netzversorgungsschaltung und der 36-V-Gleichstrom-C-Bus-Schaltung beträgt mehr als 3,5 kV. Dies wird durch doppelt gewickelte Transformatoren und Optokoppler erreicht. Dies bedeutet, dass die C-Bus-Verkabelung, Verbindungen und Schaltungen als Niederspannung betrachtet werden können.

## Verdrahtungsdesign von C-Bus-Systemen
Bei der herkömmlichen Verkabelung wird die Netzspannung von 230 V über einen Wandschalter vom Verteiler (DB) zur Last (z. B. einer Deckenleuchte) verdrahtet.
In C-Bus-Systemen sind die Verbindungen zwischen der DB und (zum Beispiel) den Deckenleuchten sowie zwischen der DB und der Anschlussdose (Wandschalter) vollständig getrennt. Außerdem bestehen keine Verbindungen zwischen der Anschlussdose und den jeweiligen Deckenleuchten.
Die Leistungsregelung in einem C-Bus-System liegt in einem „Dimmer“ oder „Relais“, das in der DB installiert ist und den herkömmlichen Schalter ersetzt, der in der herkömmlichen Verkabelung verwendet wird. Dieser Dimmer (oder Relais) verfügt über eine 120/230-V-Leitungsverbindung direkt zur Deckenleuchte und eine neutrale Verbindung von der Deckenleuchte zum Dimmer. Der Dimmer steuert das Licht direkt und empfängt seine Befehle von einem anderen Gerät im C-Bus-Netzwerk (z. B. einem an der Wand montierten Lichtschalter / Tastatur). Dieser an der Wand montierte Lichtschalter würde an keiner Last angeschlossen sein. Es wird über ein Steuer- / Signalisierungskabel direkt mit dem Dimmer verbunden. Die Dimmer werden normalerweise als 4-, 8- oder 12-Kanal-DIN-Schienengeräte geliefert.
Die Leistungsregelung in einem C-Bus-System liegt in einem „Dimmer“ oder „Relais“, das in der DB installiert ist und den herkömmlichen Schalter ersetzt, der in der herkömmlichen Verkabelung verwendet wird. Dieser Dimmer (oder Relais) verfügt über eine 120/230-V-Leitungsverbindung direkt zur Deckenleuchte und eine neutrale Verbindung von der Deckenleuchte zum Dimmer. Der Dimmer steuert das Licht direkt und empfängt seine Befehle von einem anderen Gerät im C-Bus-Netzwerk (z. B. einem an der Wand montierten Lichtschalter / Tastatur). Dieser an der Wand montierte Lichtschalter würde an keiner Last angeschlossen sein. Es wird über ein Steuer- / Signalisierungskabel direkt mit dem Dimmer verbunden. Die Dimmer werden normalerweise als 4-, 8- oder 12-Kanal-DIN-Schienengeräte geliefert.

## C-Bus Interoperabilität
Ab dem 9. Dezember 2008 hat Clipsal seine C-Bus-Protokolle für jeden geöffnet, der programmgesteuert damit interagieren möchte.
Mithilfe eines der C-Bus-Schnittstellenmodule von Clipsal (PCI für RS232 oder USB und CNI für Ethernet TCP/IP) kann man mit anderen Hausautomatisierungssystemen oder mit Anwendungen auf Geräten wie Android, iPad oder iPhone interagieren.
Das C-Bus-Protokoll wurde unter Verwendung des OSI-Referenzmodells mit 7 Schichten entwickelt. C-Bus unterstützt verschiedene Schnittstellen wie RS232 und TCP/IP und stellt diese Protokolle Drittanbietern zur Verfügung.
Die C-Bus-Schnittstellenspezifikationen sind im Rahmen des C-Bus Enabled Programms verfügbar, es ist jedoch erforderlich, einer Lizenzvereinbarung zuzustimmen.

## Geografische Verwendung von C-Bus und Kompatibilität
C-Bus wird hauptsächlich in Australien, China und Neuseeland als Heimautomatisierungs- und Beleuchtungssteuersystem für kommerzielle Gebäude eingesetzt. C-Bus ist derzeit in Asien, dem Vereinigten Königreich (installiert in der Downing Street Nr. 10, im Wembley-Stadion und beim Manchester City Football Club), Russland und einer Reihe anderer Länder im Einsatz. Das drahtlose (RF) C-Bus-System und verkabelte C-Bus-Occupancy-Controller können mithilfe der vorhandenen Hauptverkabelung nachgerüstet werden.
C-Bus ist kompatibel mit Translink C-Bus Gateway, OPC, DALI, DSI, BACnet, TCP/IP, Control4, Crestron, AMX, RTI, LonWorks, ModBus, Charmed Quark Controller, dem Comfort Intelligent Home System und einigen anderen Protokollen über Schnittstellen.